# Il Mauriziano
Il Mauriziano, o palazzo nuovo del Mauriziano (noto come Casino dell’Ariosto), è un edificio di Reggio Emilia, che ospitò il poeta Ludovico Ariosto. Il poeta vi soggiornò nell'infanzia ed in seguito a più riprese, e lo citò nelle Satire.
Il Mauriziano deve il nome alla vicina chiesa di San Maurizio ed è adibito a casa-museo.

## Storia
li luoghi ameni di che il nostro Reggio,
il natio nido mio, n’ha la sua parte.
Il tuo Mauricïan sempre vagheggio,
la bella stanza, il Rodano vicino,
da le Naiade amato ombroso seggio,
il lucido vivaio onde il giardino
si cinge intorno, il fresco rio che corre,
rigando l’erbe, ove poi fa il molino»
(Ludovico Ariosto, IV satira, 115-123)

### Villa del Mauriziano

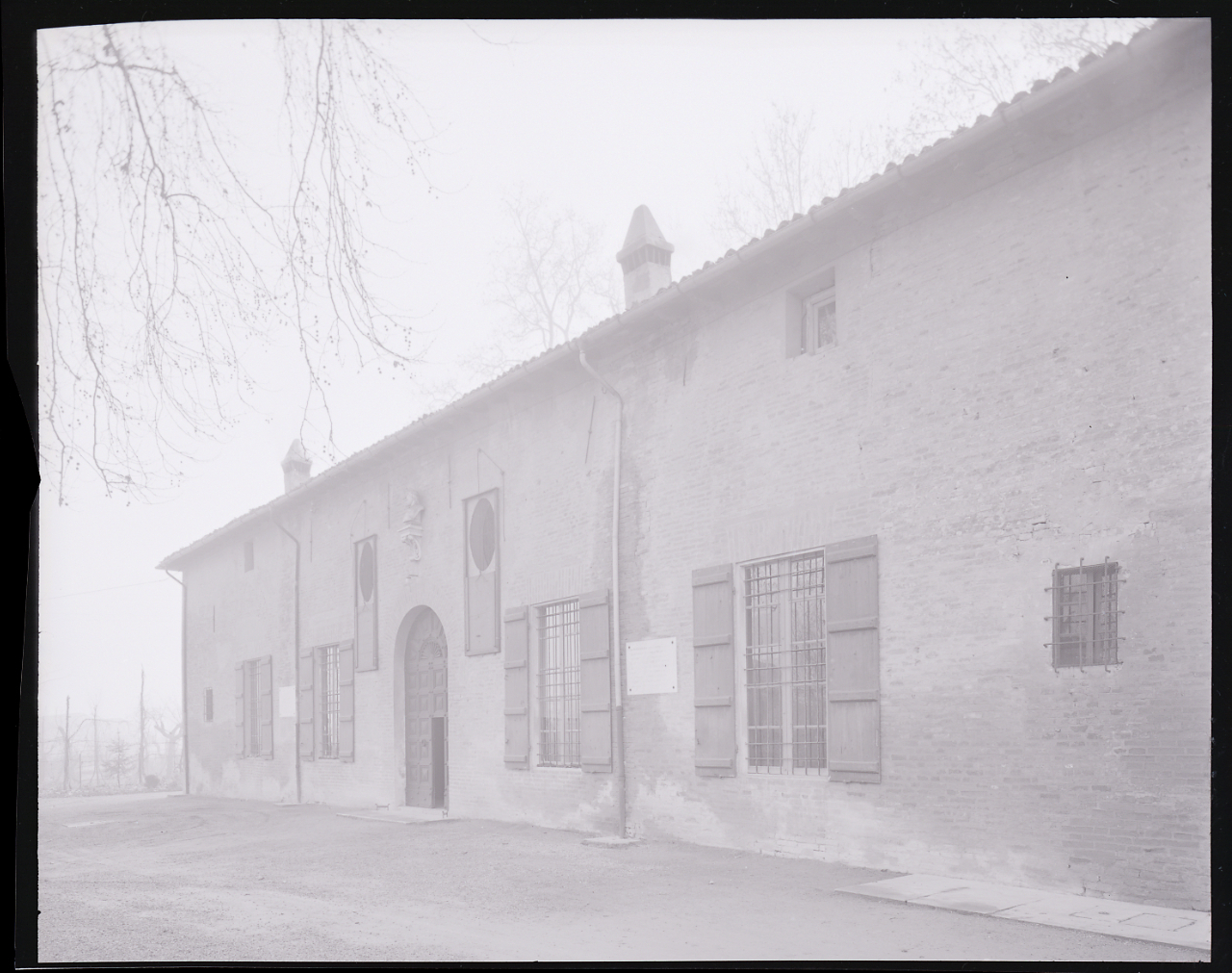
Paolo Monti, Facciata della Villa, 1965

L'origine del palazzo, in base alla forma ad arco acuto delle finestre, è tardo-medievale.
In origine era un convento di suore benedettine, suddiviso, secondo la tradizione dei romani, in pars dominica e pars massaricia.
Nel 1432 fu acquisito dalla famiglia Malaguzzi, a cui apparteneva Daria, che nel 1474, diede alla luce Ludovico Ariosto. Il poeta abitò nella villa durante la propria infanzia, mentre il padre Nicolò era capitano della cittadella di Reggio, e dopo il trasferimento a Ferrara, vi ritornò per soggiorni estivi tra il 1494 e il 1497 e il 1502 e il 1503.
Nel XVI secolo il palazzo fu restaurato da Orazio Malaguzzi e nel XVIII da Prospero Malaguzzi con l'intento di celebrare sé stesso e la famiglia.
A metà del XIX secolo, quando il palazzo era ormai in decadenza, il comune di Ferrara, in cui si trova la casa che ospitò il poeta Ludovico Ariosto nell'ultima parte della sua vita, fece un'offerta d'acquisto.
Nel 1861 il letterato Prospero Viani, assieme ad altri, chiese al sindaco di Reggio Emilia Pietro Manodori di acquisire il complesso di San Maurizio. Alla richiesta si unì anche la sezione locale della Deputazione di Storia patria, che propose di considerare la villa come "Monumento del poeta". Il sindaco accolse la proposta e dal 18 gennaio 1864 il complesso del Mauriziano è proprietà del Comune di Reggio Emilia.
Durante la guerra del 1915-18 fu utilizzata come infermeria, durante il periodo fascista come colonia elioterapica, nel dopoguerra come scuola. A partire dagli anni '70 del XX secolo furono avviati lavori di riqualificazione del complesso.

### Parco del Mauriziano

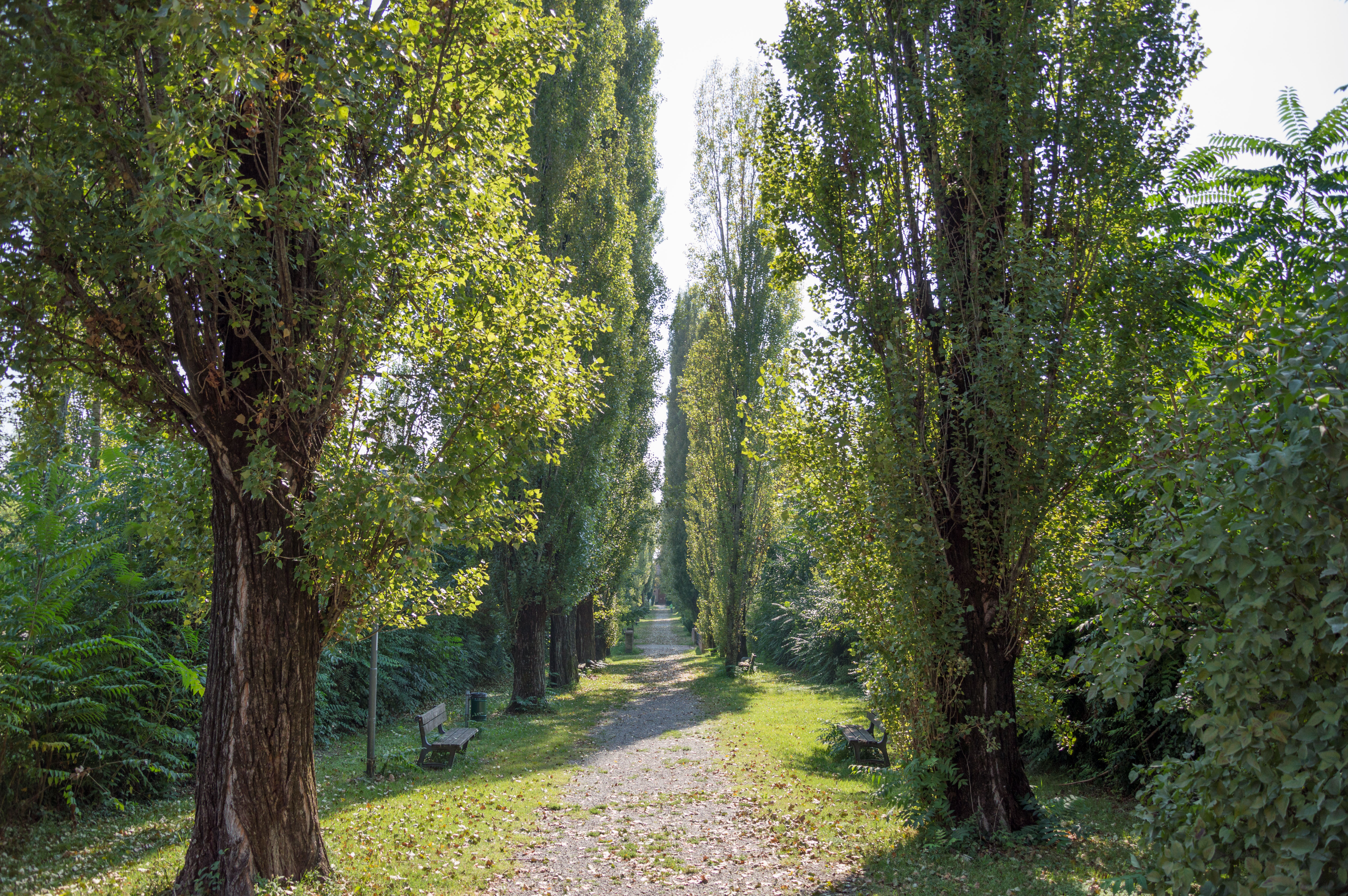
Viale del Mauriziano

Dalla seconda metà del XV secolo il giardino del Mauriziano era principalmente dedicato alla coltivazione del gelso per i bachi da seta e nel XVI secolo era organizzato come orto-giardino, seguendo la summa agronomica del medioevo latino Liber ruralium commodorum, ovvero Libro dei benefici agricoli di Pietro de' Crescenzi, con gelsi, vitigni e frutteti.

Nel 1512, seguendo l'esempio dei primi musei all'aperto che erano stati creati a Roma, Sigismondo Malaguzzi predispose un giardino antiquario, per esporre quattro lapidi rinvenute in una vicina necropoli romana.
La tenuta, come ad uso dell’epoca, possedeva anche una ghiacciaia; quella attuale è stata interamente ricostruita. Presenta una struttura a base circolare ipogea, con apertura a nord, per impedire l’esposizione al sole durante i mesi più caldi.Il pavimento al suo interno è pianeggiante, ma probabilmente concavo in origine, in modo da poter contenere neve e ghiaccio; una passerella di legno fungeva da piano d’accesso.

## Progetto di recupero del complesso monumentale
Il recupero del complesso, previsto a partire dal 2020, è stato realizzato tra il 2022 ed il 2023, con interventi di restauro dell'arco di ingresso, della casa dell'Ariosto, degli edifici circostanti ed il ripristino dell'area verde e dei labirinti di siepi rinascimentali.

## Descrizione

### Arco trionfale

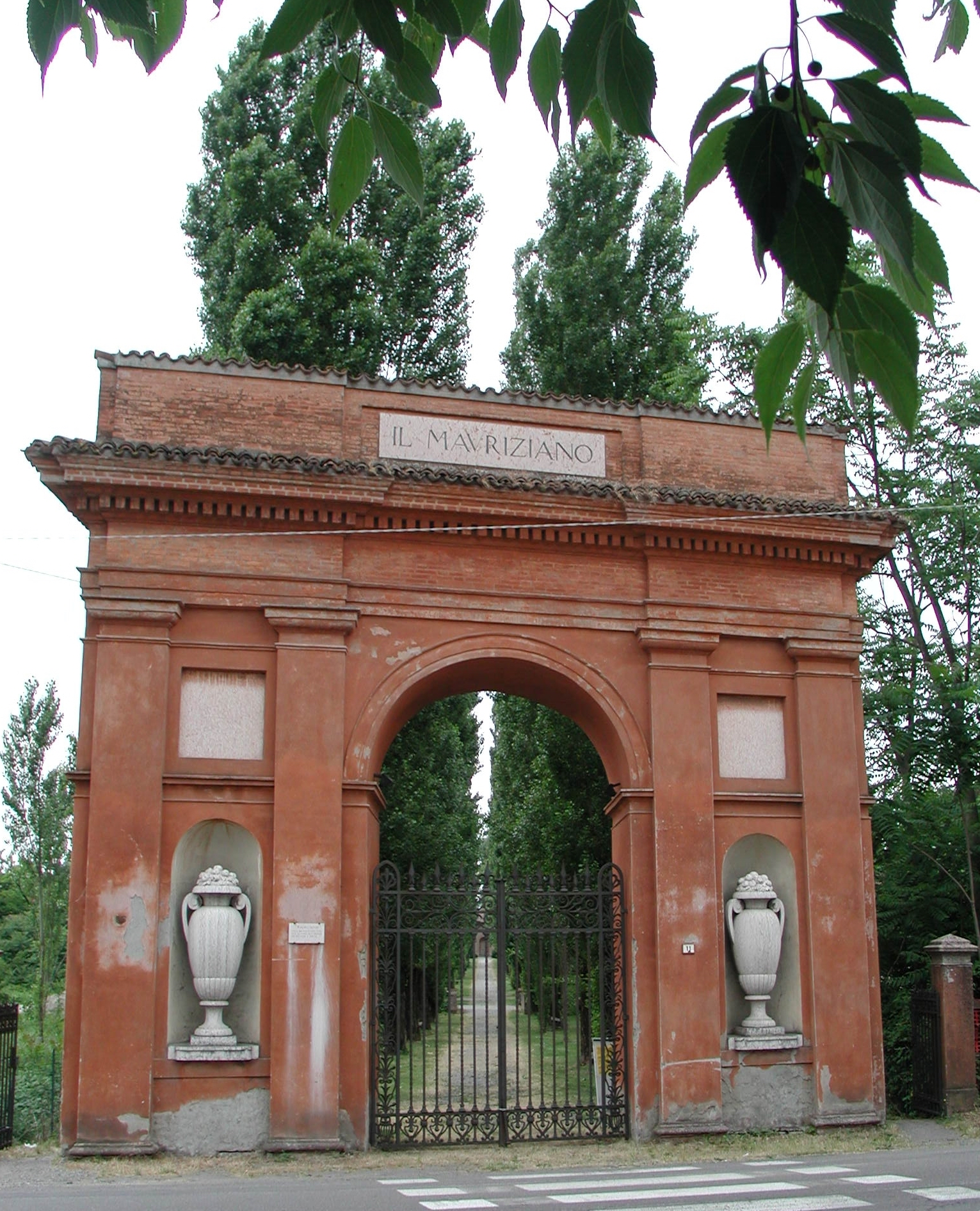
Arco trionfale di accesso al complesso

L’ingresso principale del complesso è costituito da un arco, ad un solo fornice, in cotto del XVI secolo da cui parte un viale alberato di 250 metri che porta alla Villa del Mauriziano.
Secondo la tradizione, fu Orazio Malaguzzi, morto nel 1583, ad erigere l'arco in memoria di Ludovico Ariosto e a volere il restauro e l’arricchimento del complesso monumentale.
L'arco è largo 9,85 metri ed il vano d’accesso è 3,25 metri per 6,10 metri. 
Il fronte presenta quattro lesene in stile dorico, realizzate in cotto, che sostengono la trabeazione e il fregio superiore, sul quale compare la scritta IL MAURIZIANO, che ha sostituito la precedente dicitura che riportava il nome di Orazio Malaguzzi. Lo scultore reggiano Riccardo Secchi è l'autore dei due vasi classicheggianti con manici in marmo bianco.

### Parco del Mauriziano

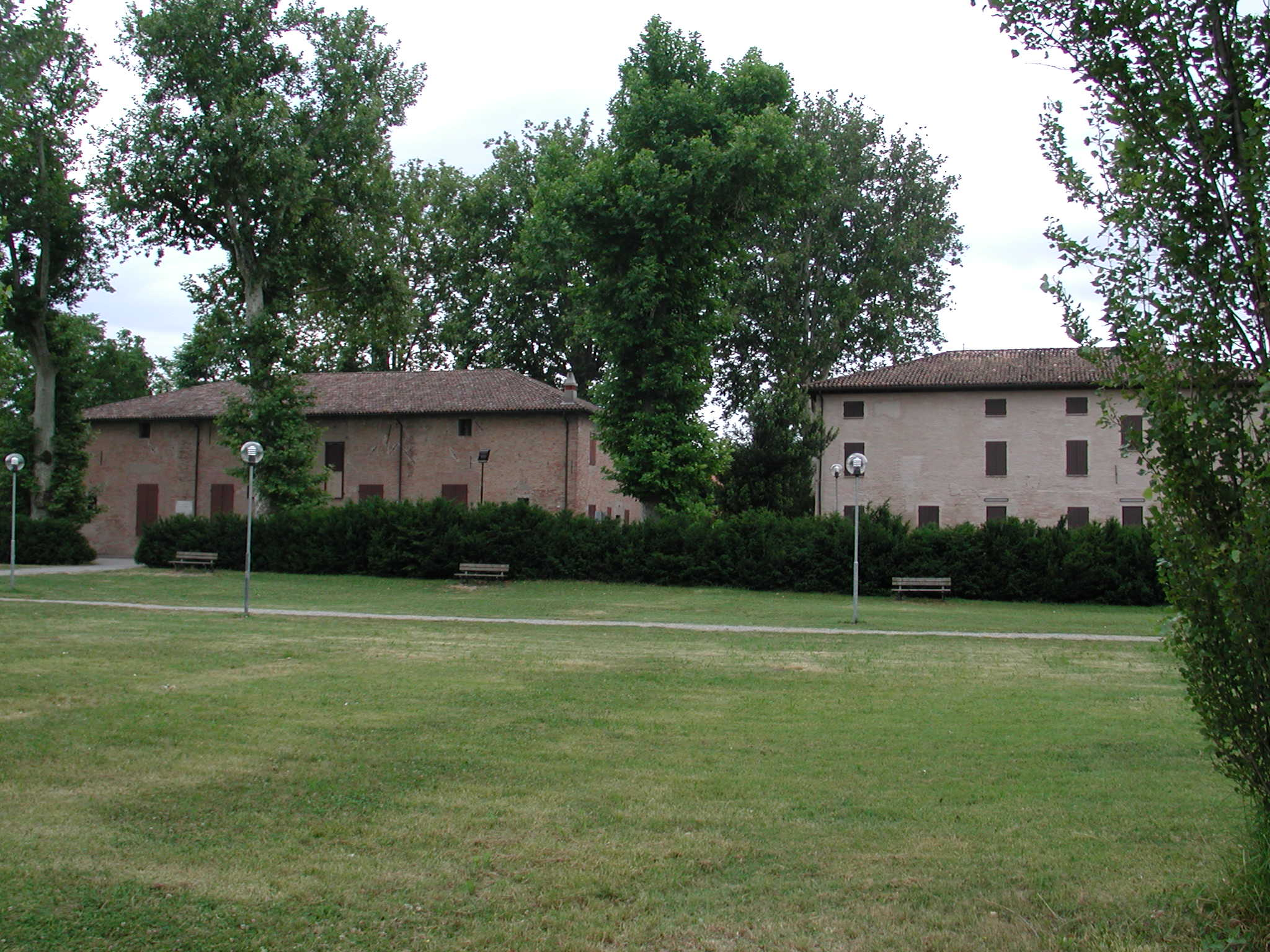
Palazzo nuovo e Palazzo vecchio

Il parco, di circa 3,6 ettari, confina ad est con la sponda del canale la Marciocca, a nord con la Via Emilia, a ovest con la sponda del torrente Rodano e a sud con edifici.

### Villa del Mauriziano

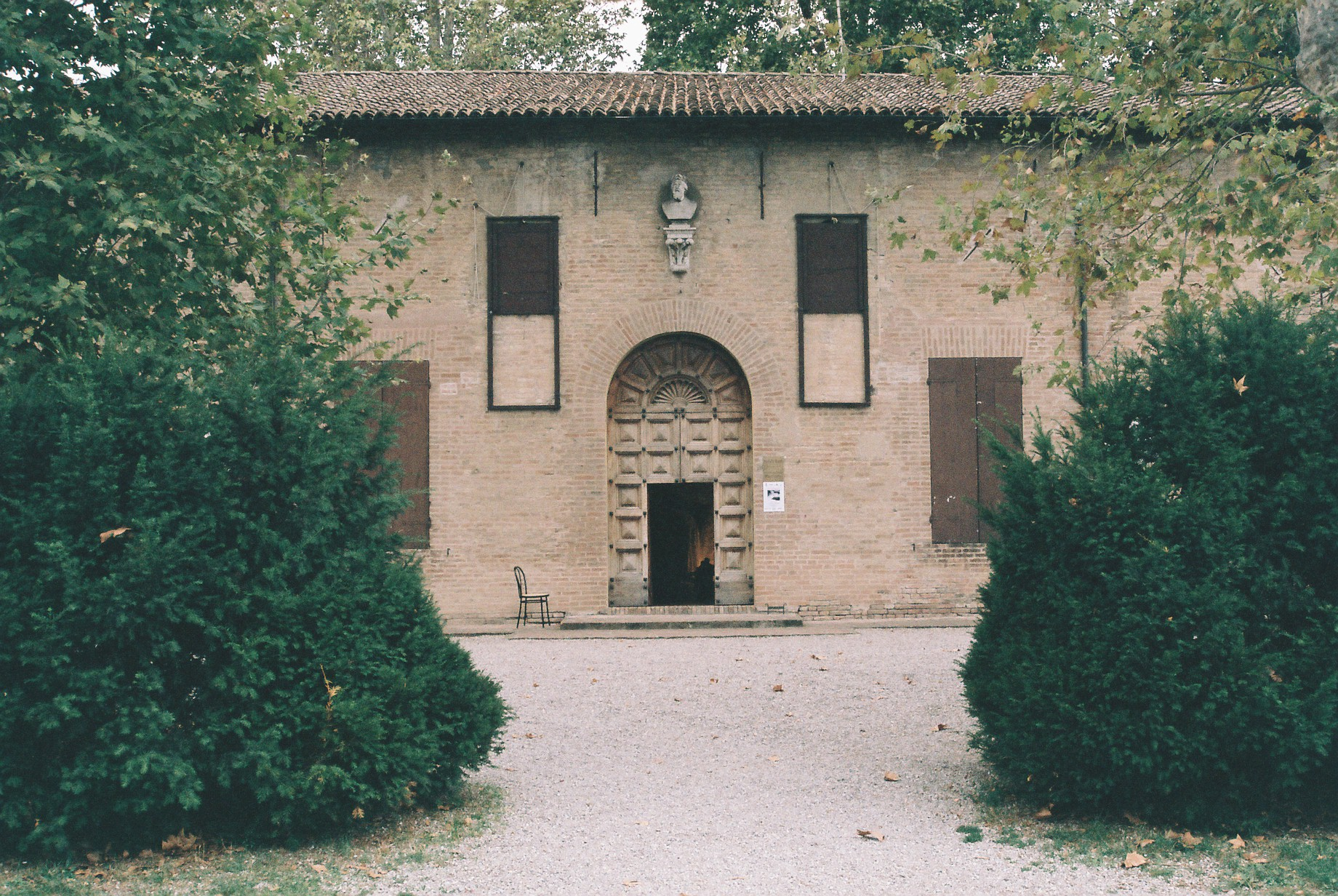
Facciata della Villa

È una tipica villa del rinascimento, a pianta a base quadrangolare. La facciata presenta, ai lati del portone d'ingresso, due iscrizioni, originariamente collocate sull'arco monumentale: una di queste riporta il versetto delle Satire in cui l'Ariosto rievoca il Mauriziano. Sopra il portone, nel 1880, è stato posto un busto dell’Ariosto del reggiano Ilario Bedotti.
L'interno presenta vani laterali che si articolano attorno ad un salone centrale.
Nell'ala est sono situate tre piccole stanze, definite "stanze ariostesche", con volta a vela e capitellini pensili di stile rinascimentale, databili tra il XV e XVI secolo: il "Camerino dei Poeti", il "Camerino degli Orazi e Curiazi" e il "Camerino dell'Ariosto" con mobili ivi collocati nel 1874 e decorazioni successive al 1567 che risentono 
dell’influenza di Nicolò dell'Abate, anche se ritenute dalla famiglia Malaguzzi opera dell'Abate stesso, e quindi databili tra il 1540 e il 1552.

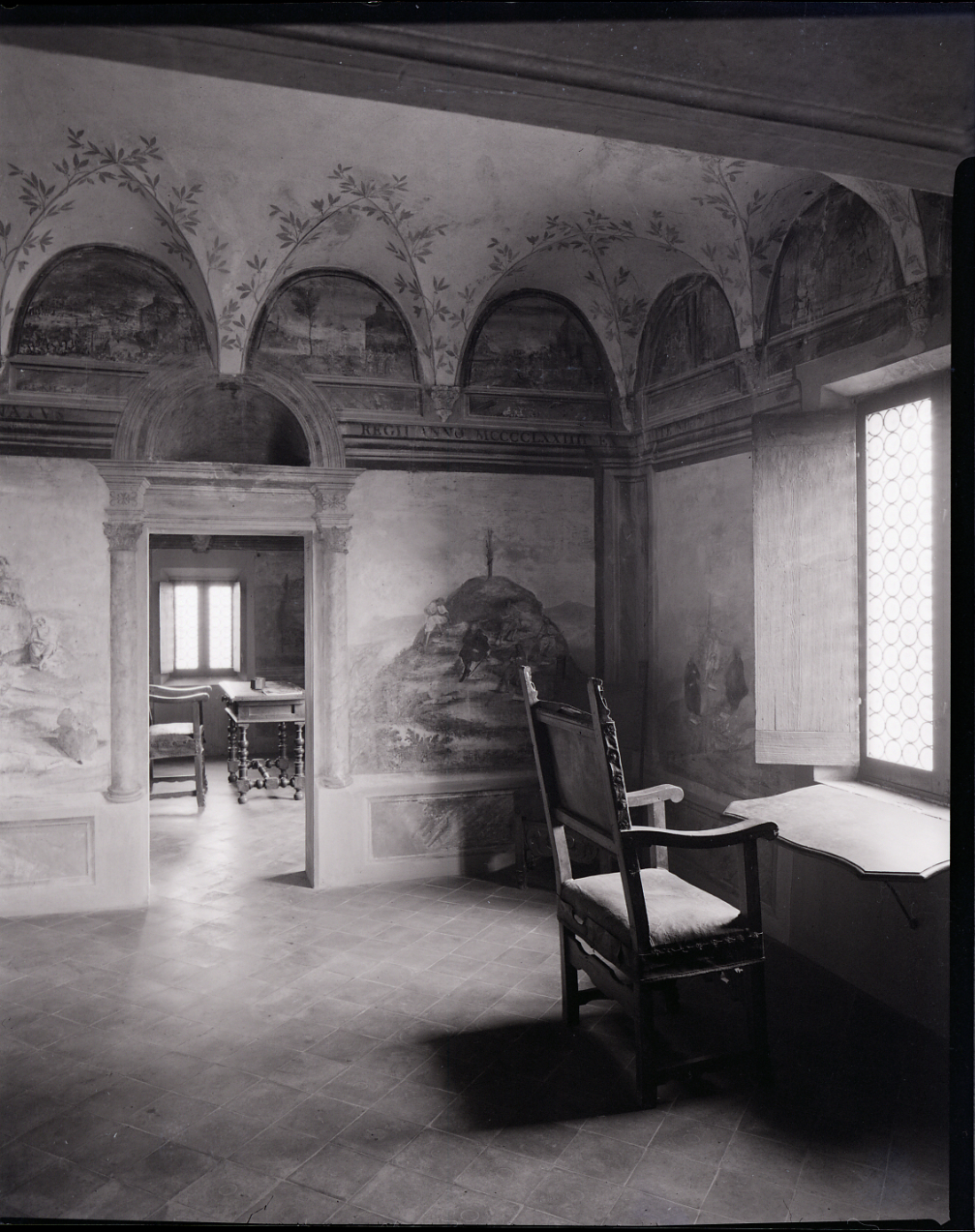
Interni della Villa

#### Salone d'ingresso
Ampia sala d'entrata, a volta a botte, con quattro lunette sulle finestre ovali aperte verso i due ingressi della villa, cui si accede da due alti portali a nord e a sud.
Presenta ai lati due quadri affrescati, eseguiti intorno al 1721 per volere del conte Prospero Malaguzzi, raffiguranti la sua nomina a cavaliere di Malta e dell'ordine di San Giorgio di Baviera. Sulle quattro porte d'accesso alle stanze sono rappresentati, in piccoli quadri, altri eventi legati alla storia della famiglia Malaguzzi, recanti l'anno 1570 e 1577.

#### Sala storica
Nella sala, di analoga architettura e con due finestre sul lato meridionale, si trovano quattro affreschi riconducibili allo stesso anonimo pittore del salone d'ingresso. I quadri raffigurano Lodovico Malaguzzi, podestà di Firenze e di Siena dal 1477 al 1481 in atto di rendere giustizia, un'ambascieria del conte Orazio Malaguzzi nel 1573 presso Filippo II di Spagna, un episodio della battaglia di Lepanto dove Alfonso Malaguzzi fu comandante di una galea, ed il combattimento avvenuto nel 1233 nella piazza maggiore di Reggio, oggi piazza Prampolini, tra i Malaguzzi ed i Ruggeri.
Al di sopra degli usci sono ritratti entro medaglioni altri personaggi della famiglia, l'Ariosto e l'impresa delle api con l'iscrizione nell'esergo "pro bono malum".
Un'iscrizione in latino ricorda la visita nel 1841 dell'imperatrice Maria Anna di Savoia, ospite del duca Francesco IV.

#### Camerino dei poeti
Saletta centrale, decorata con una scena in cui antichi e moderni poeti sono seduti sulla vetta di un ideale Parnaso: tra i poeti tragici latini e greci sono riconoscibile i ritratti del letterato rinascimentale Gabriele Bombasi, con barba a punta, manto nero e spada, e del poeta Matteo Maria Boiardo. Una novella del Decameron, la Griselda, orna le lunette della volta.

#### Camerino dell’Ariosto
Studio del poeta, secondo la tradizione, in cui è presente un camino con data 1432, apposta successivamente ad indicare l'anno di acquisto della villa, su cui è presente lo stemma della famiglia Malaguzzi. Le pitture che decorano le pareti rappresentano il palazzo del Mauriziano ed il parco del Mauriziano che lo circonda.

#### Camerino degli Orazi e Curiazi
Saletta decorata in onore di Orazio Malaguzzi e dedicata ad Orazio Coclite. Oltre a paesaggi e rovine romane, compaiono le scene di Orazio Coclite al ponte, del combattimento tra Orazi e Curiazi e di un magistrato al tempio di Giove.
Nella parete di sinistra, sopra ad un paesaggio è stato aggiunto successivamente l'albero genealogico della famiglia fino al conte Ippolito, con la data 1777.

#### Il ciclo pittorico di Prospero Minghetti
Dal 2017 Il Mauriziano ospita il ciclo pittorico di Prospero Minghetti nelle sale laterali al salone centrale.
Le tele furono realizzate verso metà Ottocento su commissione del Conte Carlo Ritorni per la sua residenza di Reggio Emilia, in via Angelo Secchi.

Il Conte Ritorni era appassionato di lettere, teatro e architettura, tant'è che scrisse anche una Analisi dell’Ariosto; proprio per questo scelse come soggetto la storia di Ruggiero, personaggio presente sia nell’Orlando Innamorato di Boiardo che nell’Orlando Furioso e che secondo la leggenda è progenitore della casata d'Este.

In ogni dipinto è raffigurato un elemento saliente della storia del cavaliere Ruggiero: la profezia del mago Atlante, l’arrivo sull’isola di Alcina, l’incontro con Bradamante, la sua conversione al cattolicesimo dopo il naufragio, la sua liberazione da parte di Leone, il duello e il matrimonio con Bradamante, lo scontro con Rodomonte.

## Galleria d'immagini

### Parco del Mauriziano

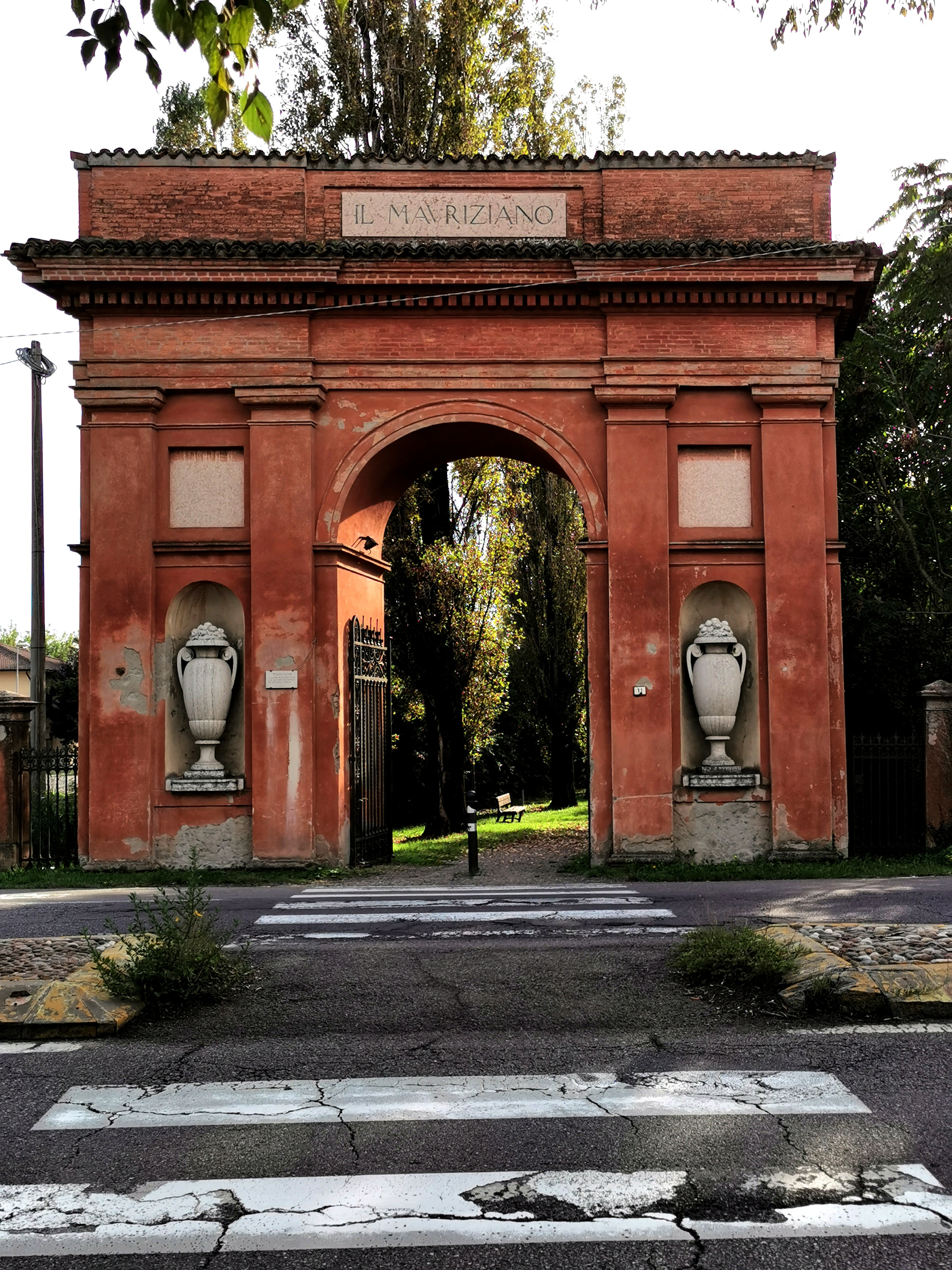
Arco monumentale
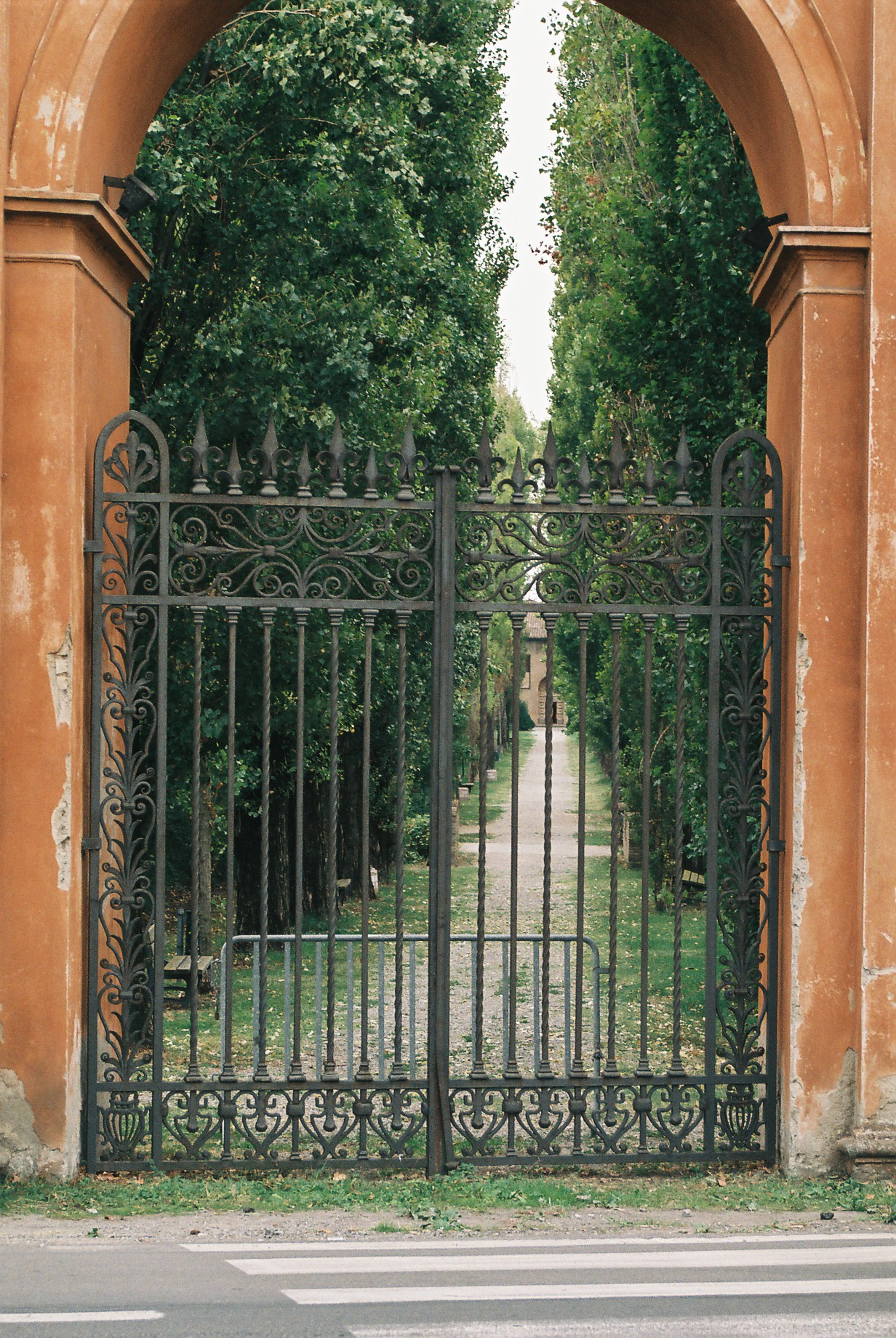
Scorcio del parco visto dall'Arco di ingresso
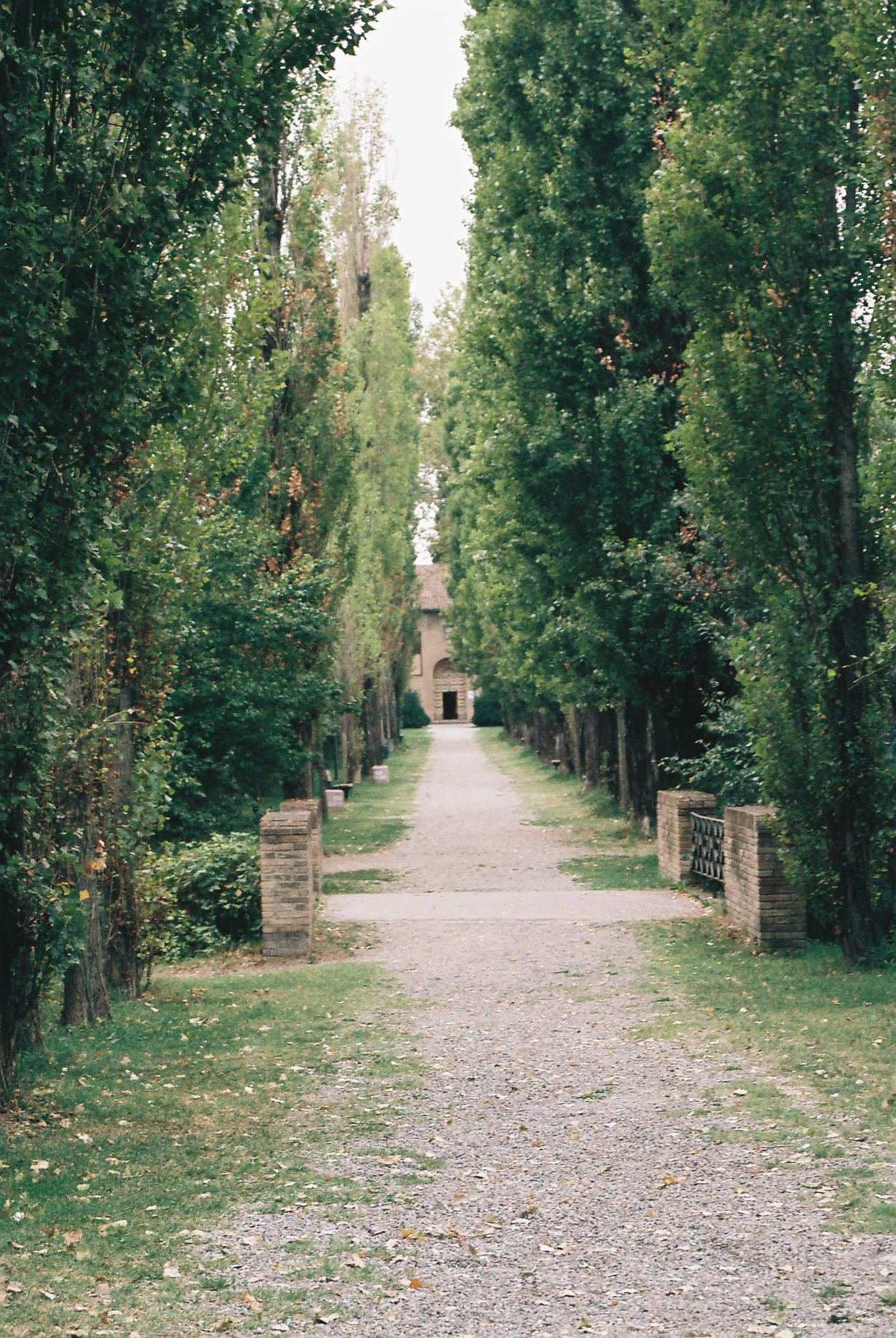
Viale del Mauriziano
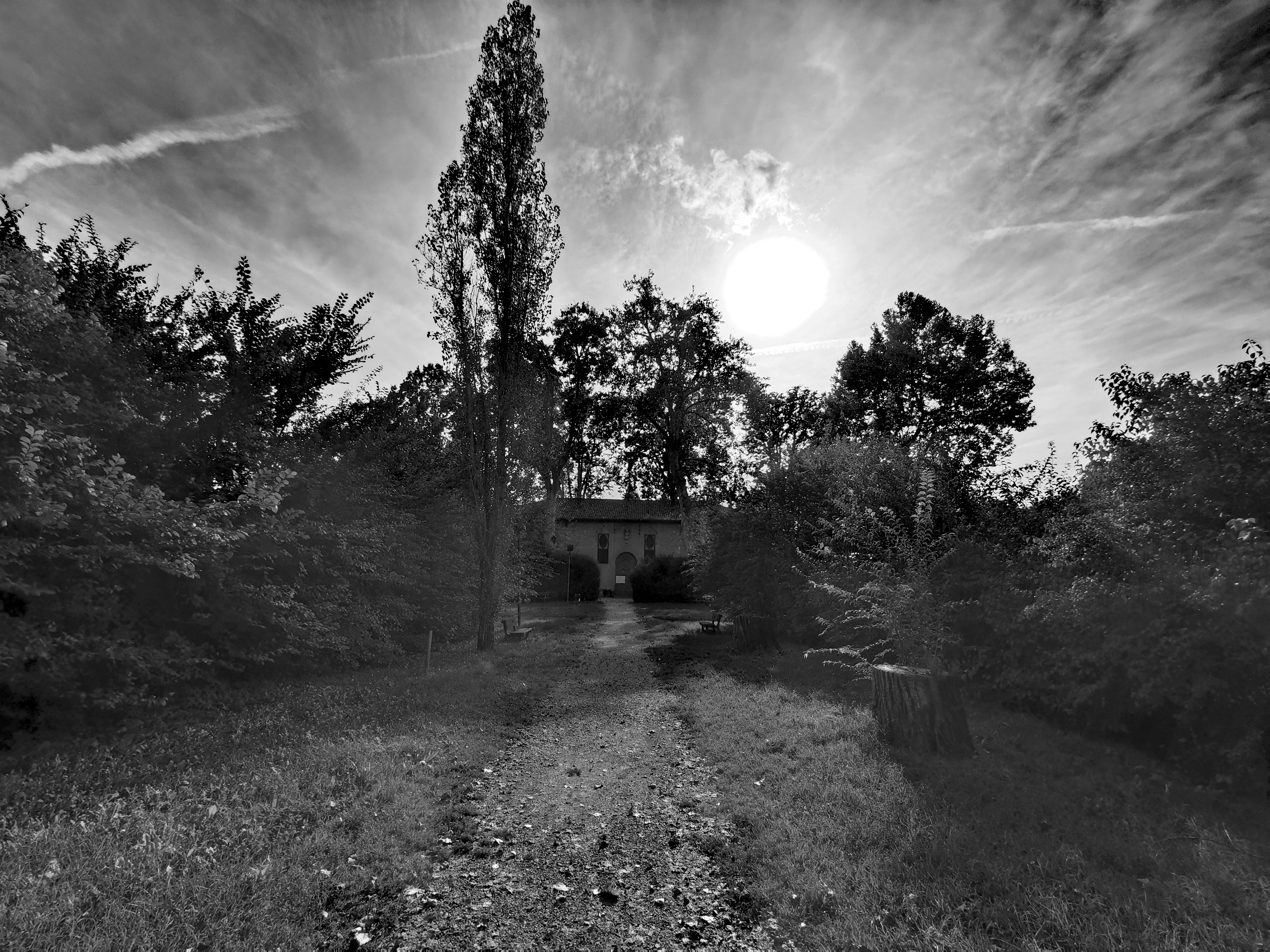
Il cammino del poeta Ludovico Ariosto

### Villa del Mauriziano

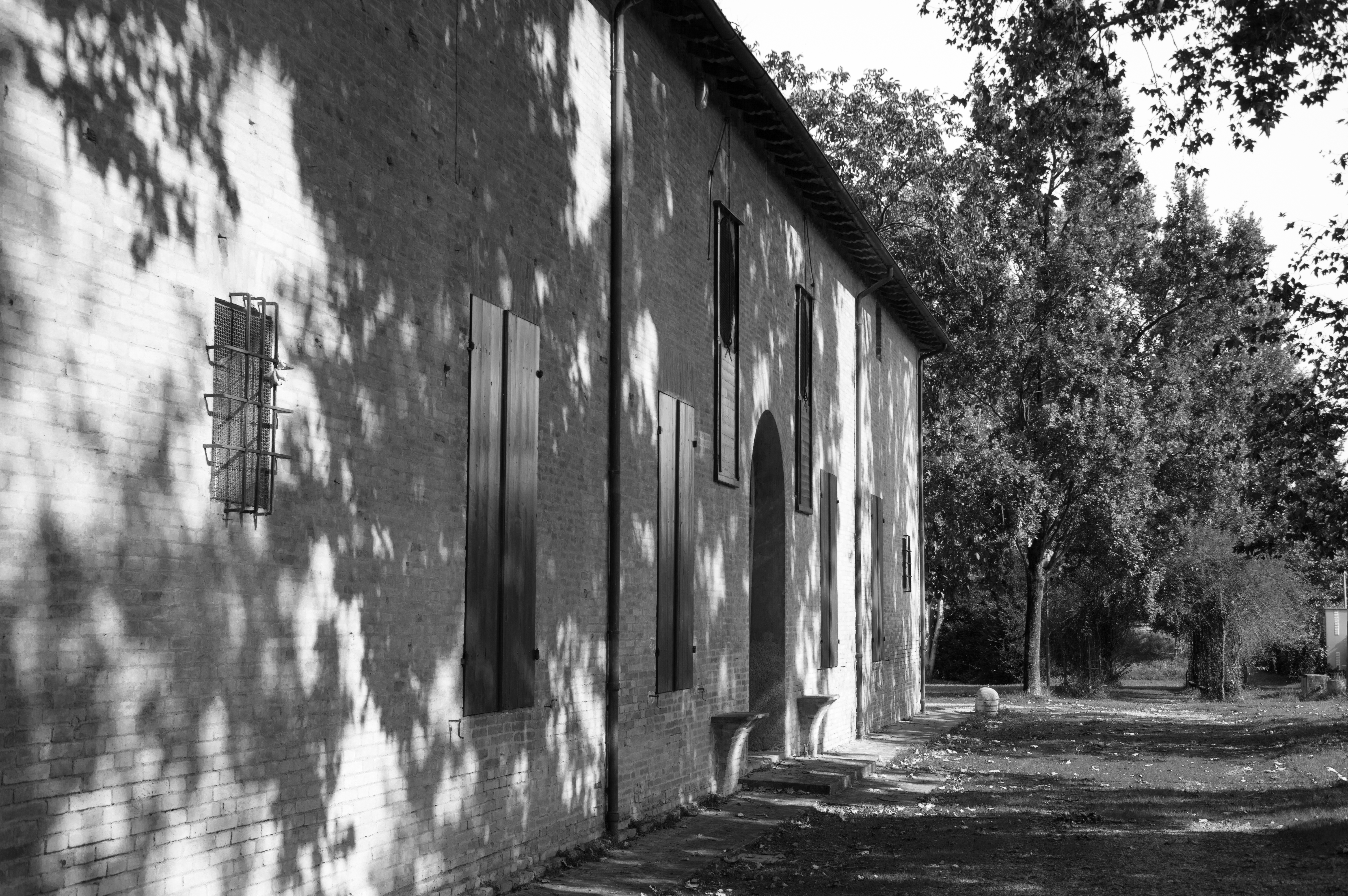
Facciata esterna della villa